# Walk Like an Egyptian
Walk Like an Egyptian is een nummer van de Amerikaanse band The Bangles. Het nummer verscheen voor het eerst op hun tweede album "Different Light" uit 1986. Op 1 september van dat jaar werd het nummer op single uitgebracht. Japan volgde op 21 december van dat jaar.

## Achtergrond
Walk Like an Egyptian werd een wereldwijde hit. In The Bangles' thuisland de Verenigde Staten werd de nummer 1-positie bereikt, evenals in Canada, Australië, Zuid-Afrika, Duitsland en Spanje. In het Verenigd Koninkrijk werd de dere positie behaald in de UK Singles Chart.
In Nederland was de plaat op 13 oktober 1986 de AVRO's Radio en TV-Tip op Radio 3 en werd een hit in de twee landelijke hitlijsten op de nationale publieke popzender. De plaat stond eind 1986 en begin 1987 vijf weken op de nummer 1-positie in de Nederlandse Top 40. In de Nationale Hitparade stond de plaat drie weken op de nummer 1-positie en stond totaal 18 weken in de lijst genoteerd. In de Europese hitlijst op Radio 3, de TROS Europarade, werd de 4e positie behaald. In Vlaanderen bereikte de plaat de nummer 1-positie in zowel de voorloper van de Ultratop 50 als de Radio 2 Top 30.
Begin 1987 werd de plaat genomineerd voor Best Group Video voor de MTV Video Music Awards. In Nederland werd de videoclip op televisie uitgezonden door de popprogramma's AVRO's Toppop, Countdown van Veronica en Popformule van de TROS.
Sinds de eerste editie in 1999 stond de plaat tot en met 2010 genoteerd in de jaarlijkse NPO Radio 2 Top 2000 van de Nederlandse publieke radiozender NPO Radio 2, met als hoogste notering een 611e positie in 2001.

## Hitnoteringen

### Nederlandse Top 40
| Hitnotering: 08-11-1986 t/m 14-02-1987 | Hitnotering: 08-11-1986 t/m 14-02-1987 | Hitnotering: 08-11-1986 t/m 14-02-1987 | Hitnotering: 08-11-1986 t/m 14-02-1987 | Hitnotering: 08-11-1986 t/m 14-02-1987 | Hitnotering: 08-11-1986 t/m 14-02-1987 | Hitnotering: 08-11-1986 t/m 14-02-1987 | Hitnotering: 08-11-1986 t/m 14-02-1987 | Hitnotering: 08-11-1986 t/m 14-02-1987 | Hitnotering: 08-11-1986 t/m 14-02-1987 | Hitnotering: 08-11-1986 t/m 14-02-1987 | Hitnotering: 08-11-1986 t/m 14-02-1987 | Hitnotering: 08-11-1986 t/m 14-02-1987 | Hitnotering: 08-11-1986 t/m 14-02-1987 | Hitnotering: 08-11-1986 t/m 14-02-1987 | Hitnotering: 08-11-1986 t/m 14-02-1987 |
| Week                                   | 1                                      | 2                                      | 3                                      | 4                                      | 5                                      | 6                                      | 7                                      | 8                                      | 9                                      | 10                                     | 11                                     | 12                                     | 13                                     | 14                                     |                                        |
| -------------------------------------- | -------------------------------------- | -------------------------------------- | -------------------------------------- | -------------------------------------- | -------------------------------------- | -------------------------------------- | -------------------------------------- | -------------------------------------- | -------------------------------------- | -------------------------------------- | -------------------------------------- | -------------------------------------- | -------------------------------------- | -------------------------------------- | -------------------------------------- |
| Positie                                | 25                                     | 13                                     | 7                                      | 4                                      | 1                                      | 1                                      | 1                                      | 1                                      | 1                                      | 2                                      | 2                                      | 8                                      | 15                                     | 27                                     | uit                                    |

### Nationale Hitparade / Nationale Hitparade Top 100
| Hitnotering: 01-11-1986 t/m 07-03-1987 | Hitnotering: 01-11-1986 t/m 07-03-1987 | Hitnotering: 01-11-1986 t/m 07-03-1987 | Hitnotering: 01-11-1986 t/m 07-03-1987 | Hitnotering: 01-11-1986 t/m 07-03-1987 | Hitnotering: 01-11-1986 t/m 07-03-1987 | Hitnotering: 01-11-1986 t/m 07-03-1987 | Hitnotering: 01-11-1986 t/m 07-03-1987 | Hitnotering: 01-11-1986 t/m 07-03-1987 | Hitnotering: 01-11-1986 t/m 07-03-1987 | Hitnotering: 01-11-1986 t/m 07-03-1987 | Hitnotering: 01-11-1986 t/m 07-03-1987 | Hitnotering: 01-11-1986 t/m 07-03-1987 | Hitnotering: 01-11-1986 t/m 07-03-1987 | Hitnotering: 01-11-1986 t/m 07-03-1987 | Hitnotering: 01-11-1986 t/m 07-03-1987 | Hitnotering: 01-11-1986 t/m 07-03-1987 | Hitnotering: 01-11-1986 t/m 07-03-1987 | Hitnotering: 01-11-1986 t/m 07-03-1987 | Hitnotering: 01-11-1986 t/m 07-03-1987 |
| Week                                   | 1                                      | 2                                      | 3                                      | 4                                      | 5                                      | 6                                      | 7                                      | 8                                      | 9                                      | 10                                     | 11                                     | 12                                     | 13                                     | 14                                     | 15                                     | 16                                     | 17                                     | 18                                     |                                        |
| -------------------------------------- | -------------------------------------- | -------------------------------------- | -------------------------------------- | -------------------------------------- | -------------------------------------- | -------------------------------------- | -------------------------------------- | -------------------------------------- | -------------------------------------- | -------------------------------------- | -------------------------------------- | -------------------------------------- | -------------------------------------- | -------------------------------------- | -------------------------------------- | -------------------------------------- | -------------------------------------- | -------------------------------------- | -------------------------------------- |
| Positie                                | 19                                     | 14                                     | 4                                      | 2                                      | 2                                      | 2                                      | 1                                      | 1                                      | 1                                      | 2                                      | 2                                      | 7                                      | 11                                     | 25                                     | 36                                     | 51                                     | 60                                     | 96                                     | uit                                    |

### NPO Radio 2 Top 2000
| Nummer met noteringen in de NPO Radio 2 Top 2000 | '99 | '00  | '01 | '02  | '03  | '04  | '05  | '06  | '07  | '08  | '09  | '10  |
| ------------------------------------------------ | --- | ---- | --- | ---- | ---- | ---- | ---- | ---- | ---- | ---- | ---- | ---- |
| Walk Like an Egyptian                            | 999 | 1197 | 611 | 1036 | 1153 | 1097 | 1287 | 1646 | 1668 | 1368 | 1600 | 1774 |

1. ↑  Een vetgedrukt getal geeft de hoogste notering aan.
2. ↑  Deze tabel is bijgewerkt tot en met de laatste editie (2024).